# Toog (café)

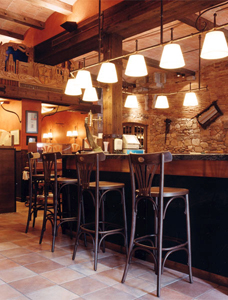
De toog in restaurant Casa Marieta in de Spaanse stad Girona.

De toog is het centrale meubel in een café. Achter de toog, meestal voorzien van één of meerdere tapkranen, staat de barkeeper of barvrouw, of de waard(in) voor het volschenken van de pintjes. Voor de toog zitten de gasten op barkrukken. De toog heeft meestal een hoogte van circa 1,10 meter, zodat een volwassene er met zijn elleboog gemakkelijk kan op steunen. Wie zo vaak of lang aan de toog staat, wordt wel een tooghanger genoemd, een eufemisme voor een dronkenlap.
Een toog wordt ook tapkast of cafébuffet genoemd, of kortweg tap of bar.